# Open di Francia 1980
L'Open di Francia 1980 è stata la 79ª edizione degli Open di Francia di tennis, si è svolto sui campi in terra rossa dello Stade Roland Garros di Parigi, Francia, dal 23 maggio all'8 giugno 1980.
Il singolare maschile è stato vinto dallo svedese Björn Borg, che si è imposto sullo statunitense Vitas Gerulaitis in tre set col punteggio di 6–4, 6–1, 6–2. Il singolare femminile è stato vinto dalla statunitense Chris Evert, che ha battuto la rumena Virginia Ruzici. Nel doppio maschile si sono imposti Victor Amaya e Hank Pfister. Nel doppio femminile hanno trionfato Kathy Jordan e Anne Smith. Nel doppio misto la vittoria è andata a Anne Smith in coppia con Billy Martin.

## Partecipanti

### Teste di serie
| Nazionalità | Giocatore         | Ranking | Testa di serie |
| ----------- | ----------------- | ------- | -------------- |
| Svezia      | Björn Borg        | 1       | 1              |
| Stati Uniti | John McEnroe      | 3       | 2              |
| Stati Uniti | Jimmy Connors     | 2       | 3              |
| Argentina   | Guillermo Vilas   | 6       | 4              |
| Stati Uniti | Vitas Gerulaitis  | 4       | 5              |
| Stati Uniti | Harold Solomon    | 8       | 6              |
| Stati Uniti | Eddie Dibbs       | 10      | 7              |
| Paraguay    | Víctor Pecci      | 11      | 8              |
| Stati Uniti | Ivan Lendl        | 21      | 9              |
| Stati Uniti | Peter Fleming     | 13      | 10             |
| Spagna      | José Higueras     | 9       | 11             |
| Cile        | Hans Gildemeister | 14      | 12             |
| Polonia     | Wojciech Fibak    | 15      | 13             |
| Stati Uniti | Victor Amaya      | 29      | 14             |
| Spagna      | Manuel Orantes    | 19      | 15             |
| Argentina   | José Luis Clerc   | 17      | 16             |

## Seniors

### Singolare maschile
Björn Borg ha battuto in finale  Vitas Gerulaitis con il punteggio di 6–4, 6–1, 6–2.

### Singolare femminile
Chris Evert ha battuto in finale  Virginia Ruzici con il punteggio di 6–0, 6–3.

### Doppio maschile
Victor Amaya /  Hank Pfister hanno battuto in finale  Brian Gottfried /  Raúl Ramírez con il punteggio di 1–6, 6–4, 6–4, 6–3.

### Doppio Femminile
Kathy Jordan /  Anne Smith hanno battuto in finale  Ivanna Madruga /  Adriana Villagrán con il punteggio di 6–1, 6–0.

### Doppio Misto
Anne Smith /  Billy Martin hanno battuto in finale  Renáta Tomanová /  Stanislav Birner con il punteggio di 2–6, 6–4, 8–6.